# Настоящие сколопендры
Настоящие сколопендры (лат. Scolopendridae) — семейство губоногих многоножек, включающее около 20 родов и более 400 видов, в том числе сколопендр (Scolopendra).
Сколопендра гигантская (Scolopendra gigantea), обитающая на островах Ямайка и Тринидад, на севере и западе Южной Америки, достигает длины 30 см.
- Alipes Imhoff, 1854 (= Eucorybas)
- Alluropus Silvestri, 1911
- Arthrorhabdus Pocock, 1891 (= Arthrorhabdinus)
- Asanada Meinert, 1885 (= Pseudocryptops)
- Campylostigmus Ribaut, 1923
- Colobopleurus Kraepelin, 1903
- Cormocephalus Newport, 1845
- Digitipes Attems, 1930
- Edentistoma Tömösváry, 1882 (= Anodontastoma, Arrhabdotus)
- Ethmostigmus Pocock, 1898 (= Dacetum, Heterostoma)
  - Ethmostigmus rubripes
- Hemiscolopendra Kraepelin, 1903
- Notiasemus Koch, 1985
- Otostigmus Porat, 1876 (= Branchiotrema)
- Psiloscolopendra Kraepelin, 1903
- Rhoda Meinert, 1886 (= Pithopus)
- Rhysida Wood, 1862 (= Branchiostoma, Ethmophorus, Ptychotrema, Trematoptychus)

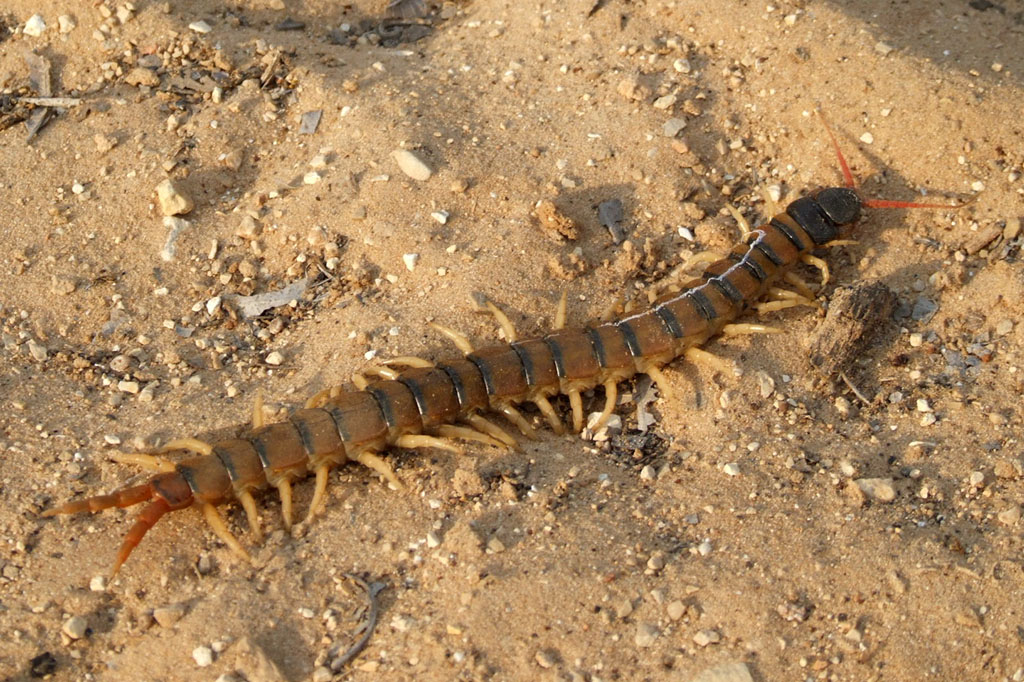
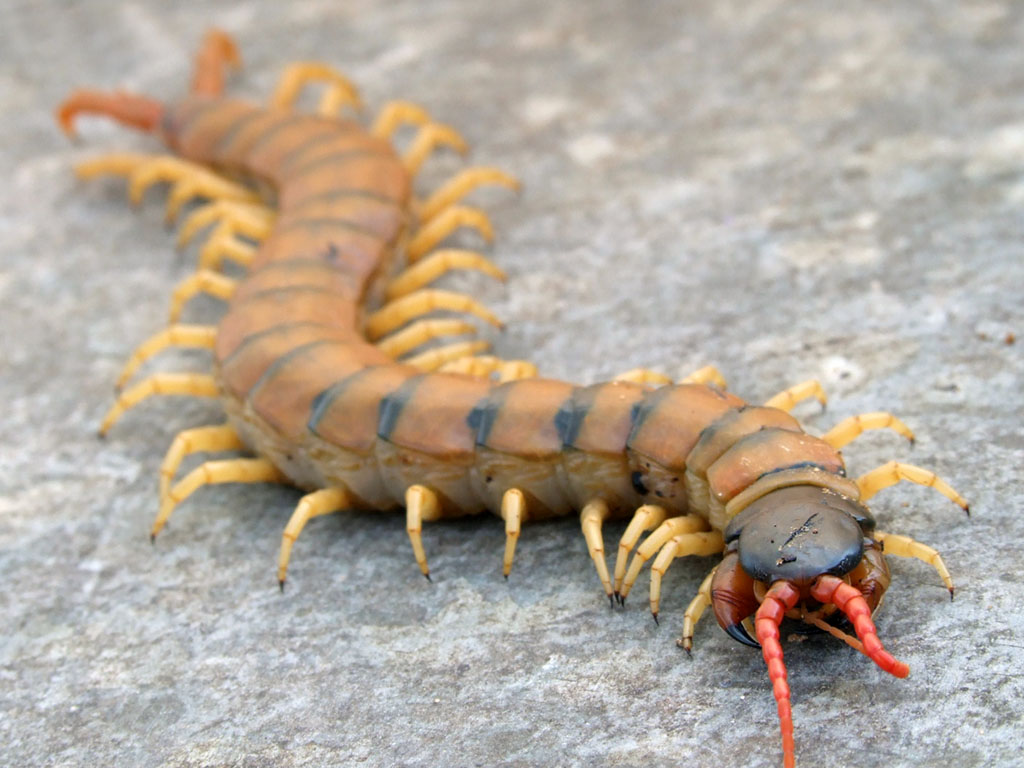
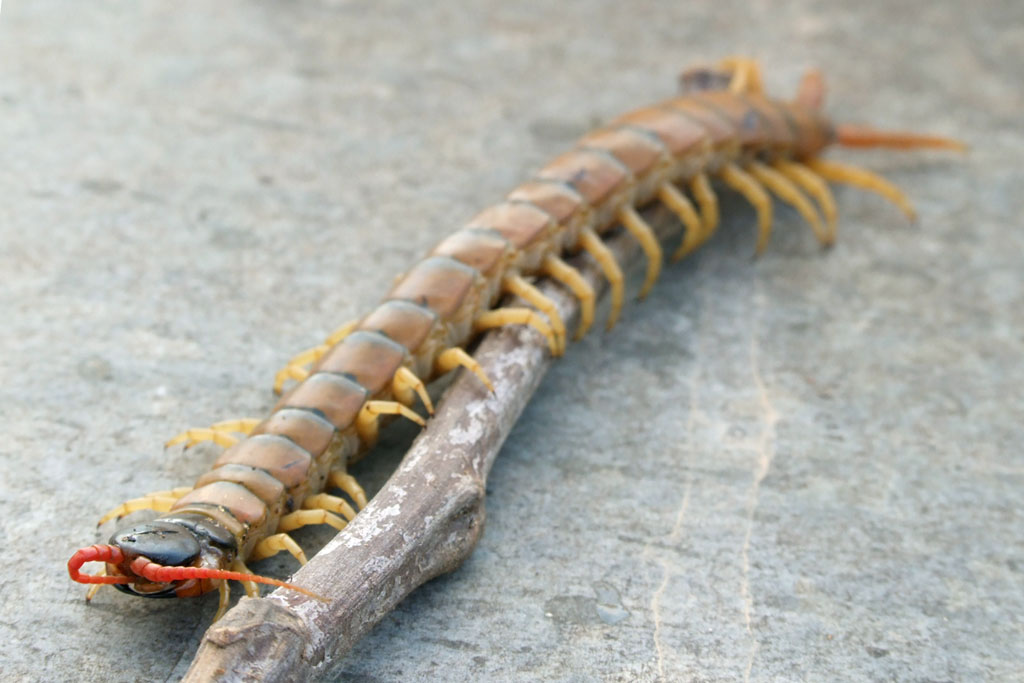
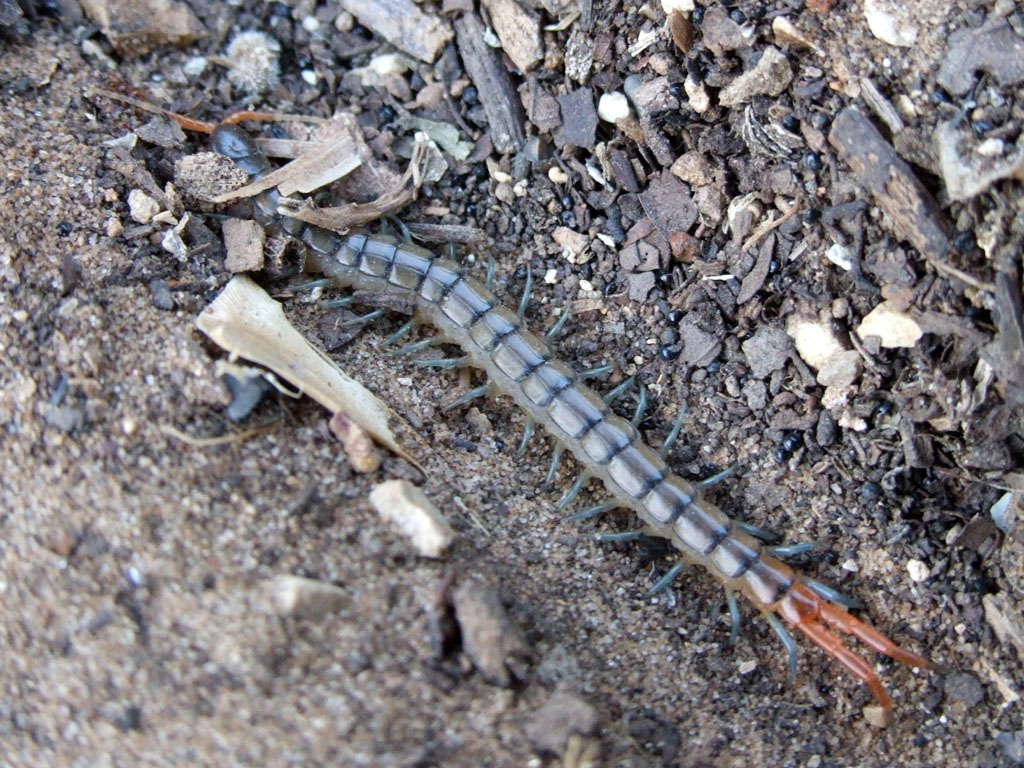

- Scolopendra Linnaeus, 1758
- Scolopendropsis Brandt, 1841